# Siempre estoy pensando en ti (álbum de Lucía Méndez)
Siempre estoy pensando en ti es el álbum debut de Lucía Méndez editado en 1975.

## Lista de canciones
1. Siempre estoy pensando en ti (Juan Gabriel)
2. ¿Qué pasó corazoncito? (Tirzo Paiz)
3. Por un amor (Gilberto Parra)
4. Te solté la rienda (José Alfredo Jiménez)
5. Noche de ronda (Agustín Lara)
6. ¿Por qué me haces llorar? (Juan Gabriel)
7. La mano de Dios (José Alfredo Jiménez)
8. Si pudieras ver (Alberto Bourbon)
9. La última canción (Rubén Fuentes)
10. No me lo tomes a mal (José Ángel Espinoza)

Arreglos y dirección:
3,4,5,7,8,9. Jesús Rodríguez de Hijar con el Mariachi México '70 de José Pepe López

1,2,6,10.Rigoberto Pantoja con el Mariachi Vargas de Tecalitlán.

## Sencillos
- Siempre estoy pensando en ti (Juan Gabriel) / ¿Qué pasó corazoncito? (Tirzo Paiz)
- ¿Por qué me haces llorar? (Juan Gabriel) / La última canción (Rubén Fuentes)
- No me lo tomes a mal (José Ángel Espinoza) / Te solté la rienda (José Alfredo Jiménez)

- Datos: Q6127518